# Bjelovarska afera
Bjelovarska afera povijesni je politički događaj, koji se dogodio 12. rujna 1888. godine u Bjelovaru tijekom susreta između austrijskog cara Franje Josipa I. i hrvatskog biskupa Josipa Jurja Strossmayera. 
Car Franjo Josip I. po drugi je put posjetio Bjelovar, 12. rujna 1888. godine. Ovaj put povod su bile vojne vježbe na području sela Rače i Drljanovca, oko 20 km od Bjelovara. U carevoj pratnji bio je i prijestolonasljednik Rudolf i nadvojvode Willim, Joseph i Otto te engleski princ od Walesa, kasnije kralj Edvard VII. Tim povodom, selo Bulinac kraj Rače bilo je na naslovnici engleskih novina "The Graphic". Primjerak se čuva u Gradskom muzeja u Bjelovaru.
U zgradi tadašnjeg gradskog poglavarstva u Bjelovaru (danas zgrada Gradskog muzeja), na prvome katu susreli su se car Franjo Josip I. i đakovački biskup Josip Juraj Strossmayer. Tijekom susreta, Franjo Josip I. prigovorio je biskupu što je poslao brzojavnu čestitku u Kijev prigodom 900. godina pokrštavanja Rusa. Na carev prigovor biskup Strossmayer mu je odgovorio: "Moja je savjest čista!" te se udaljio od cara okrenuvši mu leđa što je u to doba smatrano neviđenom uvredom. Taj sukob nazvan je "bjelovarska afera". O tome se pisalo u mnogim tadašnjim europskim novinama. To je bio nagoviještaj skorašnjeg pada Austro-Ugarske. 
U Bjelovaru, na Trgu Hrvatskog sokola 11 (preko puta igrališta slavnog bivšeg ORK Partizan), na pročelju kuće u kojoj je Strossmayer prespavao nakon incidenta postavljena je spomen-ploča u spomen na ovaj događaj. Budući, da je biskup bio u lošim odnosima s carem, imao je problem naći smještaj u Bjelovaru, jer su se građani bojali, da se time ne zamjere caru. Članovi Narodne stranke iz Bjelovara, kojoj je biskup pripadao, a ranije bio i njen predsjednik, zamolili su Dragutina Laksara (tada upravitelja Gospodarstvenog ureda Đurđevačke imovne općine, a kasnije gradonačelnika) da kod njega odsjedne biskup na što je i pristao. 